# Lenny Montana
Lenny Montana, geboren als Leonard Passafaro (13 maart 1926 – 12 mei 1992) was een Amerikaans acteur en worstelaar van Italiaanse afkomst.

## Biografie
Montana begon in 1953 aan zijn worstelcarrière. Met zijn maten (1,98 meter en 107 kg) maakte hij indruk. Al snel won hij een titel in de klasse zwaargewichten in de National Wrestling Alliance. Vele titels zouden nog volgen tot 1972. In de jaren '60 raakte hij bevriend met de familie Colombo. Voor verschillende leden van de familie zou hij als lijfwacht optreden.
In 1972 werd hij gecast voor de rol van Luca Brasi in The Godfather. Hierna kreeg hij meer aanbiedingen en speelde in films naast onder meer Harvey Keitel, Elliott Gould, Steve Martin en Jackie Chan en Tanya Roberts. Zijn laatste film was Pandemonium uit 1982 met Paul Reubens en Eve Arden.
Montana overleed in 1992 op 66-jarige leeftijd.
- International Standard Name Identifier: 0000 0000 4769 6966
- Library of Congress Control Number: no2008182357
- Virtual International Authority File: 78609801
- WorldCat: E39PBJgmGKfDjrPm93cH9WrjG3